# Almas Maldybajew
Almaz Maldybayev (kasachisch u. russisch Алмаз Малдыбаев; englische Transkription: Almaz Maldybaev; * 1971 im Gebiet Alma-Ata, Kasachische SSR) ist ein kasachischer Unternehmer.
Maldybayev ist einer der drei Gründer des 2006 gegründeten Unternehmens Kinopark, dem größten Kinobetreiber Kasachstans, sowie Generaldirektor von Otau-Cinema. Er ist ein Pionier der kasachischen Filmwirtschaft.
Maldybayev ist verheiratet und hat zwei Kinder. Er lebt in Almaty.